# Hvězdov
Hvězdov (německy Höflitz) je obnovená vesnice, část města Ralsko v okrese Česká Lípa v Libereckém kraji. Nachází se asi 5,5 km na sever od Kuřívod a zhruba 3,5 km jihovýchodně od Mimoně. Je zde evidováno 51 adres. Trvale zde v roce 2011 žilo 96 obyvatel.

## Další informace

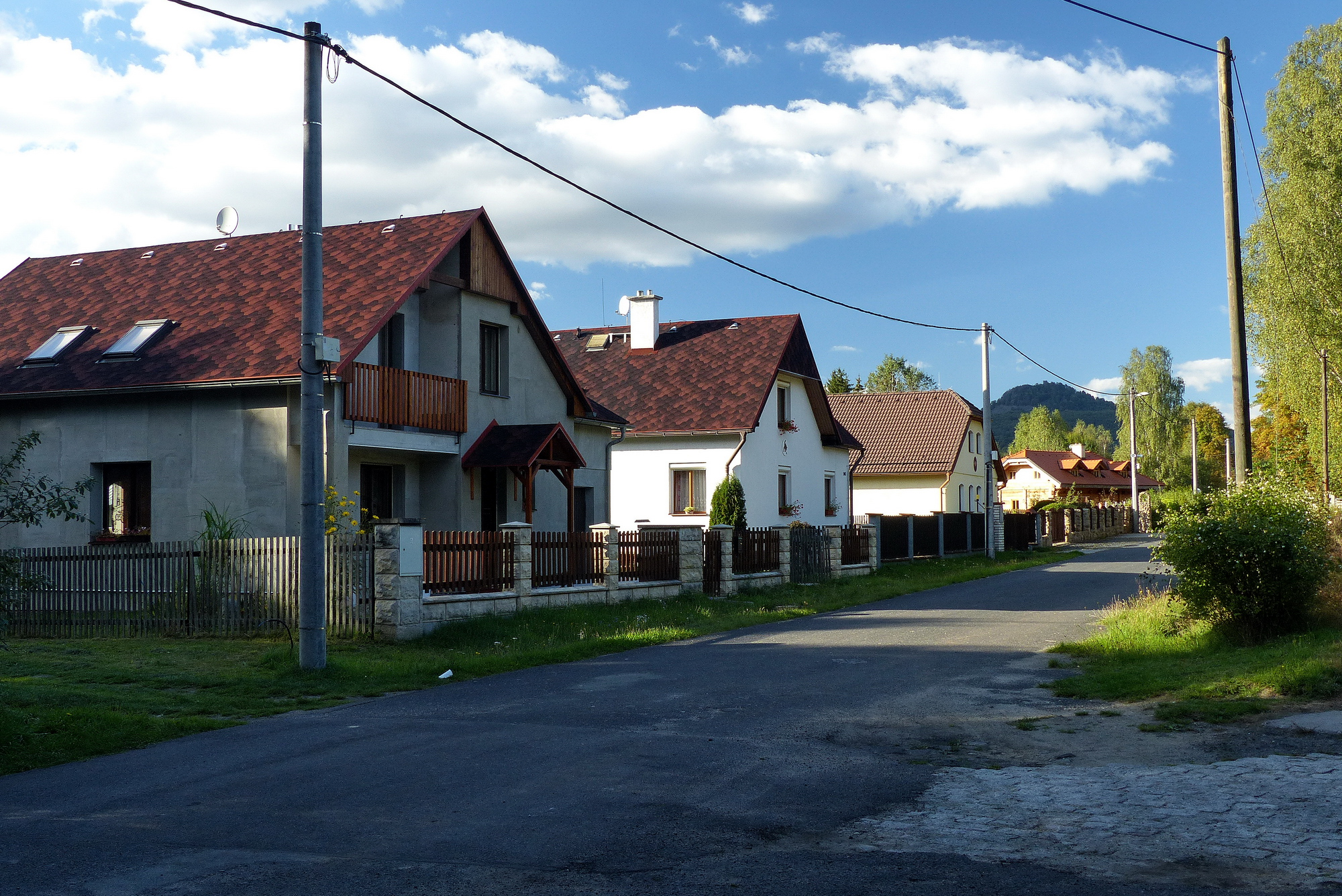
Ulice Hvězdova, vzadu hora Ralsko

Hvězdov leží v katastrálním území Ploužnice pod Ralskem o rozloze 17,25 km2. Původní katastrální území bylo Hvězdov.
Obcí protéká Ploužnický potok, na němž leží tři rybníky přímo v obci a další v blízkém okolí: Ploužnický rybník na východě a celá rybniční soustava na severovýchodě (rybníky Hvězdovské a Novodvorské) na přítoku, Svébořickém potoku. Rybníky jsou chovné, jsou však plné munice, proto je výlov ryb obtížný.

## Historie
Hvězdov (německy Höflitz či Höflic) vznikl v době pozdního dosídlování této oblasti německými přistěhovalci (1. polovina 16. století). Obec byla silně spjatá se sousední obcí Ploužnicí.
K obci patřily další dvě části: těsně na východě Neu-Höflitz (Nový Hvězdov) nebo též Neudorf (Nová Ves) (první zmínka již roku 1578) a dále na sever Wüstewiese (Pustá louka), později známo jako Neuhof (Nový Dvůr) (první zmínka roku 1736). Do katastru také patřil Paulinenhof (Pavlin Dvůr), který se nachází na jižním úpatí Ralska. Ten se zachoval a byl zrekonstruován. Vše to byly zemědělské dvory (statky).
V obci byla škola, hostinec, hotel, zotavovna, penziony, obchod, koupaliště, hasičská zbrojnice, hřbitov, koželužna, 3 moučné mlýny a 2 pily.
V roce 1921 bylo ve Hvězdově 101 domů a 562 obyvatel (z nich 55 Čechů a 499 Němců). Farou byli místní příslušní do Svébořic. Zdravotní obvod, četnická stanice, pošta a telegraf byly v Mimoni. Stejně tak byla v Mimoni i nejbližší železniční stanice (5,5 km).
Obec zanikla v době vzniku vojenského výcvikového prostoru Ralsko. Po příchodu sovětské okupační armády (rok 1968) se vojenský prostor proměnil v obrovskou základnu střední skupiny vojsk. Byly zde vystavěny ubikace, garáže, velké vyasfaltované plochy, tankodromy a vojenské střelnice s pozorovatelnami. Později byl vojenský prostor opuštěn a tyto stavby se změnily v ruiny. Do obce se po roce 1989 vrací život (v roce 1995 zde bylo přihlášeno k trvalému pobytu 21 osob), jsou opraveny některé původní domy (původních zbylo asi 38), postaveny nové a počet obyvatel stoupá.
Původní obec ležela jen na severní straně Ploužnického potoka, zatímco na jižní straně již byla Ploužnice. Po zrušení vojenského prostoru připadla i jižní strana až k ploužnické ulici Skašov pod Hvězdov.